# Galeria d'art Anquin's
La galeria d'art Anquin's es va inaugurar el 23 de març de 1973 a Reus amb la direcció de Maria Josepa Giner, Antoni Quinteiro i Pere Jordana. Des dels seus inicis, ha estat sempre vinculada a la seva ciutat i al territori, sent una de les primeres galeries d'art de fora de Barcelona.
És una galeria d'art que programa exposicions de prestigi des dels seus inicis, amb obres de grans mestres catalans dels segles xix i xx, i amb una àmplia selecció d'artistes contemporanis nacionals i internacionals. Pertany al Gremi de Galeries d'Art de Catalunya i la seva directora, Pepa Quinteiro, va ser membre de la Junta Directiva del Gremi, va participar en la constitució dels premis GAC i va formar part del Jurat de l'edició de l'any 2013.

## Artistes
Artistes històrics: Aguilar Moré, Martínez Lozano, Ferré Revascall, Florit, Jassans, Núria Llimona, Morató Aragonès, Ceferí Olivé, Modest Cuixart, Joan-Josep Tharrats, Josep Sala, Joan Martí, Casademont “le vieux”, Vayreda C., Joan Rebull, Alexandre Siches, Andreu Martró.
Artistes actuals: Modest Almirall, Fernando Alday, Beatrice Bizot, Alejandra Caballero, Jaime de Córdoba, David Casals, Carlos Díaz, Mónica Castanys, Jesús Curiá, Didier Lourenço, Frank Jensen, Rui Gomes, Coia Ibáñez Ferrater, Carlos Morago, Perico Pastor, Teresa Riba, Oriol Texidor, Miquel Wert, Marta Lafuente.

## Projectes
A la galeria d'art Anquin's, també s'hi desenvolupen nombroses activitats culturals, juntament amb les exposicions habituals. Al llarg de la seva història, ha col·laborat amb diverses entitats, com la Jove Cambra de Reus, el Festival de Jazz o la Reial Congregació de la Sant i també organitzant exposicions al Club Nàutic de Salou, al Club Nàutic de Barcelona i al Tinglado de Tarragona.
En col·laboració amb el Celler de Priorat "Clos Galena", Anquin's va realitzar un nou projecte que fusionà el món de l'art i el vi. El 2009, es va presentar la primera col·lecció exclusiva de caixes amb les tapes pintades per deu artistes catalans. Les col·leccions es van presentar en reconeguts restaurants, com "Can Bosch" a Cambrils i “Gaudir” a Reus, a l'Hotel Le Meridien a Barcelona, i al Tinglado de Tarragona. L'any 2016 es va presentar la nova col·lecció "Art, vi i territori" al Museum of City of New York.